# Aulacoserica overlaeti
Aulacoserica overlaeti är en skalbaggsart som beskrevs av Louis Burgeon 1943. Aulacoserica overlaeti ingår i släktet Aulacoserica och familjen Melolonthidae. Inga underarter finns listade.